# Избори за савезне посланике у Веће грађана Савезне скупштине СРЈ маја 1992.
Избори за савезне посланике у Веће грађана Савезне скупштине СРЈ маја 1992 су одржани 31. маја 1992.
Део опозиције је бојкотовала ове изборе.
Влада је формирана од стране коалиције СПС-ДПС, између Социјалистичке партије Србије (СПС) и Демократске партије социјалисте Црне Горе (ДПС) са спољном подршком Савеза комуниста - Покрета за Југославију.
Ипак, изабран је за савезног премијера СРЈ независни кандидат Милан Панић.

## Резултати
Бирано је укупно 136 савезних посланика и то у Републици Србији 106 савезних посланика и у Републици Црној Гори 30 савезних посланика.
| Странка                                   | Гласови   | %      | Посланици |
| ----------------------------------------- | --------- | ------ | --------- |
| Социјалистичка партија Србије             | 1.665.485 | 40,82  | 73        |
| Српска радикална странка                  | 1.189.189 | 29,15  | 33        |
| Демократска партија социјалиста Црне Горе | 160.040   | 3,92   | 23        |
| Демократска заједница војвођанских Мађара | 106.831   | 2,62   | 2         |
| Савез комуниста - Покрет за Југославију   | 14.205    | 0,35   | 2         |
| Независни кандидати                       |           |        | 3         |
| Остале странке                            | 445.858   |        | 0         |
| Неважећи листићи                          | 448.779   |        |           |
| Укупно                                    | 4.079.776 | 100,00 | 136       |

Извор: Избори у СРЈ од 1990 до 2000
Извор: ИПУ-СРЈ